# Ekstern (koń)
Ekstern (ur. 10 styczeń 1994, zm. 25 kwietnia 2022) – polski ogier czystej krwi arabskiej, hodowli SK Michałów. Syn ogiera Mongramm i klaczy Ernestyna. Pochodzi z rodu Kuhailan Haifi or.ar. . Jeden z najwybitniejszych reproduktorów wyhodowanych w Polsce w ciągu ostatnich czterech dekad. Ojciec wielu sławnych koni m.in. Pepita.

## Tytuły
- Czempion Ogierów Starszych na Czempionacie Świata (rozgrywanym podczas Salonu Konia w Paryżu) (2000),
- Czempion Ogierów Starszych na Czempionacie Europy (2000),
- Czempion Ogierów Starszych na Pucharze Narodów w Akwizgranie (2000),
- Czempion Ogierów Starszych na Międzynarodowym Czempionacie Towerlands (1999),
- Czempion Ogierów Młodszych na Czempionacie w Babolnej (1996).

## Pochodzenie
| 0       | 1         | 2          | 3         | 4               |
| ------- | --------- | ---------- | --------- | --------------- |
| Ekstern | Monogramm | Negatraz   | Bask      | Witraż          |
| Ekstern | Monogramm | Negatraz   | Bask      | Bałałajka       |
| Ekstern | Monogramm | Negatraz   | Negotka   | Negatiw         |
| Ekstern | Monogramm | Negatraz   | Negotka   | Bigotka         |
| Ekstern | Monogramm | Monogramma | Knippel   | Korej           |
| Ekstern | Monogramm | Monogramma | Knippel   | Parfumeria      |
| Ekstern | Monogramm | Monogramma | Monopolia | Priboj          |
| Ekstern | Monogramm | Monogramma | Monopolia | Mammona         |
| Ekstern | Ernestyna | Piechur    | Banat     | El Azrak        |
| Ekstern | Ernestyna | Piechur    | Banat     | Bandola         |
| Ekstern | Ernestyna | Piechur    | Pierzeja  | Bandos          |
| Ekstern | Ernestyna | Piechur    | Pierzeja  | Pierzga         |
| Ekstern | Ernestyna | Erwina     | Palas     | Aswan ex Raafat |
| Ekstern | Ernestyna | Erwina     | Palas     | Panel           |
| Ekstern | Ernestyna | Erwina     | Elegancja | Burkan          |
| Ekstern | Ernestyna | Erwina     | Elegancja | Elwira          |

## Potomstwo
Wśród licznego potomstwa Eksterna najbardziej wyróżniają się:
- Palanga (od Panika), Czempionka Europy Klaczy Młodszych (2003) i Wiceczempionka  Europy i Pucharu Narodów w kategorii Klaczy Starszych (2006),
- Pepita (od Pepesza), Wiceczempionka Klaczy Starszych Pucharu Narodów (2014), Wiceczempionka Europy Klaczy Starszych (2014), "Top Ten" Świata Klaczy Starszych (2014), w 2015 sprzedana za 1,4 mln euro[3].